# Küddelse

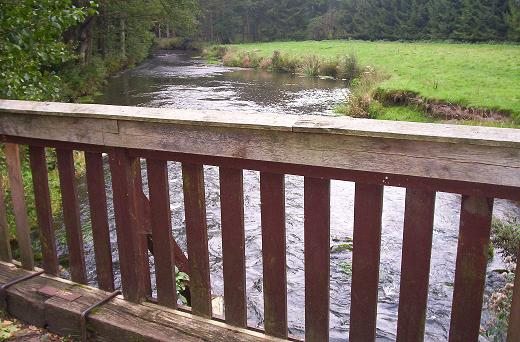
Die Böhme zwischen Küddelse und Vierde

Küddelse ist ein Ortsteil von Vierde in der Stadt Bad Fallingbostel in der Heidmark in Niedersachsen. Küddelse liegt an dem kleinen Fluss Böhme und ist ländlich geprägt.

## Geschichte
Küddelse wurde anno 1337 erstmals erwähnt, und zwar unter dem Namen „Kuddelse“ zum Kuddi oder zu kudde, was übersetzt „Herde“ bedeutet. Ein alter Flurname in Küddelse ist Barskamp (Reisigwald). Eng verbunden mit dem Dorfnamen ist der Familienname „Küddelsmann“.
Heneke tho der Küddelse lebte im ausklingenden Mittelalter auf seinem Hof nahe Fallingbostel und fand anno domini 1438 erstmals urkundliche Erwähnung. Möglicherweise war es ein Vorfahre mit dem altsächsischen Personennamen „Kuddi“, aus dessen Vornamen über Umwege der heutige Familiennamen wurde.
In Orts- oder Flurnamen bezeichnet „...loh“ ein mit Büschen oder Sträuchern bewachsenes Gelände, Wald oder dergleichen.
Der Hof oder das Land, das „Kuddi“ gehörte, wurde wohl „Kuddis Loh“ genannt, woraus schließlich „Küddelse“ als Dorfname wurde. „zur Küddelse“ als Familien- oder Beiname ist über lange Zeit belegt, allerdings wohl kaum im Sinne eines Adelstitels.

## Das Weichen für den Truppenübungsplatz
Zur Errichtung eines Truppenübungsplatzes in der Heidmark hatten um 1936 über 3500 Bewohner ihre Heimat zu verlassen. Betroffen war auch ein Teil von Vierde-Küddelse. Umgesiedelt wurden damals aus Küddelse:
- Heinrich Therkorn (49 Morgen umfassender Hof, umgesiedelt nach Kettenburg im damaligen Landkreis Fallingbostel)
- Bruno Mohrmann (47 Morgen umfassender Hof, umgesiedelt nach Kettenburg im damaligen Landkreis Fallingbostel)
- Heinrich Holtermann (45 Morgen umfassender Hof, umgesiedelt nach Meinern im damaligen Landkreis Soltau)
- Wilhelm Bruns (49 Morgen umfassender Hof, neuer Wohnort nicht bekannt)

Koordinaten: 52° 53′ N, 9° 44′ O